# Chatsworth Apartments
El Chatsworth Apartments es un edificio de apartamentos ubicado en 630 Merrick Street en Midtown Detroit, Míchigan, dentro del campus de Universidad Estatal Wayne. Fue incluido en el Registro Nacional de Lugares Históricos en 1986.

## Historia
El Chatsworth fue construido en 1928 para la empresa inmobiliaria T.F. Norris Company de un diseño de la firma de Pollmar, Ropes & Lundy. Costó unos 560.000 dólares y buscaba acomodar la afluencia de residentes a Detroit en la década de 1920. El propietario original era probablemente Charles A. Gallarno: ciertamente era dueño de la tierra en la que se construyó el Chatsworth y poseía algunos edificios de apartamentos cercanos, pero su propiedad del Chatsworth es incierta.
En 1943, Bondholders Management Inc. adquirió la propiedad. Ya en 1951, la Universidad Estatal Wayne expresó su interés en comprarlo. La Universidad lo adquirió en febrero de 1961. A partir de 2016, se utiliza como vivienda para estudiantes de pregrado, posgrado y profesionales.

## Descripción
El Chatsworth Apartments es un edificio de apartamentos de nueve pisos conplani en forma de L. Fue construido con hormigón armado, ladrillos y tejas de color tostado. Incluía un estacionamiento subterráneo con capacidad para sesenta y cinco autos, una característica poco común en ese momento.
La fachada se divide en tres secciones horizontales: una base más pesada que consta de los dos primeros pisos, una sección central de los pisos 3-8 y la cubierta del noveno piso. Los dos primeros pisos están diseñados con elementos decorativos, que incluyen piedra blanca en el nivel del suelo, baldosas anaranjadas, balaustradas en las ventanas del segundo piso y una cornisa entre corchetes claramente definida sobre el segundo piso. La fachada principal incluye tres fuertes vanos verticales en la sección principal (pisos 3-8) que se destacan como columnas. Arcos góticos rematan las ventanas del segundo y noveno pisos .
En el interior, cada uno de los pisos del 3 al 9 suele contener 10 unidades habitables de diferentes tamaños. La mayoría contiene una sala de estar, un comedor, una cocina, un dormitorio y un baño.